# 喜入衆
喜入 衆（きいれ とも、1979年5月24日 - ）は、日本のキックボクサー。神奈川県出身。身長170cm。フォルティス渋谷所属。元J-NETWORKスーパーライト級王者。日本体育大学体育学部卒業。

## 来歴
K-1 MAX出場経験あり。アマラ忍と対戦経験あり。

## 人物・エピソード
丹精な顔立ちかと褐色の肌で女性からの人気があるファイターである。